# Scotinotylus tianschanicus
Scotinotylus tianschanicus är en spindelart som beskrevs av Andrei V. Tanasevitch 1989. Scotinotylus tianschanicus ingår i släktet Scotinotylus och familjen täckvävarspindlar. Inga underarter finns listade i Catalogue of Life.